# Tyronne Ebuehi
Tyronne Efe Ebuehi (* 16. Dezember 1995 in Haarlem) ist ein niederländisch-nigerianischer Fußballspieler.

## Karriere

### Vereine
Der Sohn einer niederländischen Mutter und eines nigerianischen Vaters spielte in der Jugend für die Amateurvereine DSOV, SV Hoofddorp, VV Young Boys und HFC EDO, bis er zu ADO Den Haag wechselte. Im Sommer 2014 unterschrieb der Verteidiger dort seinen ersten Profivertrag. Am 10. August 2014 debütierte Ebuehi in der Eredivisie gegen Feyenoord Rotterdam. In der Saison 2016/17 avancierte er zum Stammspieler.
Am 19. Mai 2018 wurde der Wechsel Ebuehis zu Benfica Lissabon bekannt, wo er einen Fünfjahresvertrag unterzeichnete. Aufgrund eines Kreuzbandrisses bestritt Ebuehis in der Saison 2018/19 kein Spiel für Benfica. Ab 1. September 2020 wurde er der zweiten Mannschaft Benfica Lissabon B zugeordnet, für die er in der Saison 2019/20 sechsmal auf dem Platz stand. Dazu kommen in dieser Saison noch sieben Spiele für die U 23-Mannschaft.
Mitte August 2020 wurde eine Ausleihe für die Saison 2020/21 zum niederländischen Verein FC Twente Enschede vereinbart. Ebuehi bestritt für Enschede 33 von 34 möglichen Ligaspielen, in denen er ein Tor schoss, und ein Pokalspiel. Lediglich bei einem Spiel fehlte er wegen einer Verletzung. Twente übte die vereinbarte Kaufoption dennoch nicht aus.
Ende Juni 2021 wurde Ebuehi von Lissabon erneut ausgeliehen, diesmal für die Saison 2021/22 zum Aufsteiger in die italienische Serie A FC Venedig. Falls Venedig nicht absteigt, muss es den Spieler zum Saisonende kaufen.
Zur Saison 2022/23 wechselte er von Benfica zum FC Empoli in die Serie A.

### Nationalmannschaft
Am 1. Juni 2017 gab Ebuehi sein Länderspieldebüt für Nigeria beim 3:0-Sieg im Testspiel gegen Togo.
Bei der Fußball-Weltmeisterschaft 2018 in Russland stand er im nigerianischen Aufgebot. Im zweiten Gruppenspiel gegen Island (2:0) wurde er zur zweiten Halbzeit für Brian Idowu eingewechselt.